# 底堡乡
底堡乡，是中华人民共和国四川省乐山市沐川县下辖的一个乡镇级行政单位。

## 行政区划
底堡乡下辖以下地区：
月耳台社区、五通村、卫国村、花园村、莺歌村、联合村、麻柳村、龙沱村、水月村和五显村。